# Portachiavi

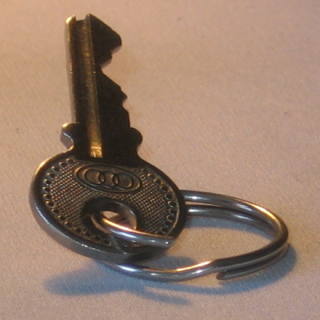

Un portachiavi è solitamente un anello di metallo rigido a forma di molla con cui raggruppare più chiavi.
In genere ai portachiavi semplici viene aggiunto un pendaglio ornamentale che, oltre a servire come oggetto decorativo, sotto un punto di vista pratico serve a distinguere più facilmente il proprio portachiavi, oltre all'avere un punto di riferimento nel trovare la chiave che si sta cercando. Offre la possibilità di conservare e poter avere molte chiavi in un unico posto.
I portachiavi, per la loro grande varietà, possono essere oggetto di collezionismo.